# Urinatrema aspinosum
Urinatrema aspinosum är en plattmaskart. Urinatrema aspinosum ingår i släktet Urinatrema och familjen Steganodermatidae. Inga underarter finns listade i Catalogue of Life.